# Michel Andrieux
Michel Andrieux (født 28. april 1967 i Bergerac, Frankrig) er en fransk tidligere roer og olympisk guldvinder.
Andrieux vandt (sammen med Jean-Christophe Rolland) bronze i toer uden styrmand ved OL 1996 i Atlanta. Fire år senere vandt parret guld i samme disciplin ved OL 2000 i Sydney. Han deltog også ved OL 1992 i Barcelona.
Andrieux vandt desuden VM-guld i både firer uden styrmand (1993) og toer uden styrmand (1997).

## OL-medaljer
- 2000:  Guld i toer uden styrmand
- 1996:  Bronze i toer uden styrmand